# Ischnosiphon macarenae
Ischnosiphon macarenae är en strimbladsväxtart som beskrevs av Bengt Lennart Andersson. Ischnosiphon macarenae ingår i släktet Ischnosiphon och familjen strimbladsväxter. Inga underarter finns listade.